# 국가국방과기공업국
국가국방과기공업국(国家国防科技工业局, State Administration of Science, Technology and Industry for National Defense, SASTIND)은 국방과 관련된 과학, 기술, 산업에 관한 정책, 법률, 규정을 제정하는 임무를 맡은 중국 공업정보화부 산하 민간 기관이다. 2008년에 설립된 이 기관의 책임은 국방 기술 개발의 조정 및 촉진, 중국의 우주 활동 감독, 이러한 영역에서의 국제 협력 처리까지 확장된다.
SASTIND는 그 목적을 달성하기 위해 중국의 국방 역량과 글로벌 무대에서의 경쟁력을 강화하는 데 중추적인 역할을 한다. 또한 우주의 평화적 이용과 국방 관련 기술의 선진화에도 힘쓰며 국가의 현대화 노력에 크게 기여하고 있다.

## 관련 기관
- 중국국가항천국(CNSA)
- 베이징 이공대학
- 베이징 항공항천대학
- 하얼빈 공업대학
- 중국항천과기집단공사